# کارسون ۶۵۷۲
سیارک ۶۵۷۲ (به انگلیسی: 6572 Carson، نامگذاری:1938SX) شش هزار و پانصد و هفتاد و دومین سیارک کشف شده‌است که در ۲۲ سپتامبر ۱۹۳۸ کشف شد.
قدر مطلق سیارک برابر ۱۲٫۴۰ است.